# Wikariusz Świętego Cesarstwa Rzymskiego

Herb króla Polski Augusta III Sasa jako wikariusza Świętego Cesarstwa

Wikariusz Świętego Cesarstwa Rzymskiego, wikariusz Rzeszy (niem. Reichsvikar) – urząd powstały na mocy Złotej Bulli cesarza Karola IV z 10 stycznia 1356 roku. Zadaniem wikariuszy było wypełnianie zadań interrexa, czyli administrowanie Świętym Cesarstwem Rzymskim w czasie bezkrólewia.

## Rola wikariuszy w ustroju Rzeszy
Tron w Rzeszy niemieckiej był elekcyjny. Kiedy władca zmarł, a jego następca nie został wybrany za jego życia, władzę w cesarstwie przejmowali wikariusze. Wszystkie akty wydane przez nich podczas interregnum podlegały ratyfikacji przez nowo wybranego władcę. Wikariuszami byli na mocy Złotej Bulli z 1356, od momentu jej wydania, dwaj elektorzy cesarstwa: Książę Saksonii (palatyn saski) dla Saksonii, Westfalii i reszty północnych terenów cesarstwa, oraz Palatyn reński dla Frankonii, Szwabii, Nadrenii i reszty południowych terenów cesarstwa.
W 1648 roku rozpoczął się spór o to, kto jest prawowitym wikariuszem. W 1623 r. tytuł elektorski palatyna reńskiego został przeniesiony na księcia Bawarii. Jednak już w 1648 roku utworzono osobny elektorski tytuł dla palatyna reńskiego, co doprowadziło do sporów z księciem Bawarii. W 1657 roku obaj ogłosili się wikariuszami, ale książę Saksonii uznał za prawowitego wikariusza elektora Bawarii. W 1711 r. elektor Palatynatu ponownie pełnił funkcję wikariusza, ale jego kuzyn został przywrócony na swoje stanowisko po jego renowacji trzy lata później. W 1724 r. dwaj elektorzy zawarli układ co do wspólnego działania jako wikariusze, lecz Sejm Rzeszy odrzucił to porozumienie. Wreszcie, w 1745 roku, w kolejnym układzie, elektorzy stwierdzili, że będą pełnić tę funkcję zamiennie. Porozumienie to zostało potwierdzone przez Sejm Rzeszy w Ratyzbonie w 1752 roku.
W 1806 r. cesarz Franciszek II ogłosił rozwiązanie Świętego Cesarstwa Rzymskiego. Jego decyzja o rozwiązaniu cesarstwa, a nie jedynie abdykacji miała mieć na celu zapobieżenie przejęciu władzy przez cesarskich wikariuszy i w konsekwencji wybrania Napoleona Bonaparte na cesarza.

## Lista wikariuszy Rzeszy 1437–1792
| Początek bezkrólewia                           | Zakończenie bezkrólewia              | Czas trwania         | Palatyn saski                                           | Palatyn reński                                         |
| ---------------------------------------------- | ------------------------------------ | -------------------- | ------------------------------------------------------- | ------------------------------------------------------ |
| 9 grudnia 1437 śmierć Zygmunta Luksemburskiego | 18 marca 1438 wybór Albrechta II     | 3 miesiące i 9 dni   | Fryderyk II Łagodny, elektor Saksonii                   | Ludwik IV, elektor Palatynatu                          |
| 27 października 1439 śmierć Albrechta II       | 2 lutego 1440 wybór Fryderyka III    | 3 miesiące i 6 dni   | Fryderyk II Łagodny, elektor Saksonii                   | Ludwik IV, elektor Palatynatu                          |
| 12 stycznia 1519 śmierć Maksymiliana I         | 17 czerwca 1519 wybór Karola V       | 5 miesięcy i 5 dni   | Fryderyk III Mądry, elektor Saksonii                    | Ludwik V, elektor Palatynatu                           |
| 20 stycznia 1612 śmierć Rudolfa II             | 13 czerwca 1612 wybór Macieja        | 4 miesiące i 24 dni  | Jan Jerzy I, elektor Saksonii                           | Fryderyk V, elektor Palatynatu                         |
| 20 marca 1619 śmierć Macieja                   | 28 sierpnia 1619 wybór Ferdynanda II | 5 miesięcy i 8 dni   | Jan Jerzy I, elektor Saksonii                           | Fryderyk V, elektor Palatynatu                         |
| 2 kwietnia 1657 śmierć Ferdynanda III          | 18 lipca 1658 wybór Leopolda I       | 15 miesięcy i 16 dni | Jan Jerzy II, elektor Saksonii                          | Ferdynand Maria, elektor Bawarii                       |
| 17 kwietnia 1711 śmierć Józefa I               | 12 października 1711 wybór Karola VI | 5 miesięcy i 25 dni  | Fryderyk August I Mocny, elektor Saksonii (król Polski) | Jan Wilhelm, elektor Palatynatu                        |
| 20 października 1740 śmierć Karola VI          | 14 stycznia 1742 wybór Karola VII    | 14 miesięcy i 25 dni | Fryderyk August II, elektor Saksonii (król Polski)      | Karol I Albrecht, elektor Bawarii (wybrany na cesarza) |
| 20 stycznia 1745 śmierć Karola VII             | 13 września 1745 wybór Franciszka I  | 7 miesięcy i 24 dni  | Fryderyk August II, elektor Saksonii (król Polski)      | Maksymilian III Józef, elektor Bawarii                 |
| 20 lutego 1790 śmierć Józefa II                | 30 września 1790 wybór Leopolda II   | 7 miesięcy i 10 dni  | Fryderyk August III Sprawiedliwy, elektor Saksonii      | Karol II Teodor, elektor Bawarii                       |
| 1 marca 1792 śmierć Leopolda II                | 5 lipca 1792 wybór Franciszka II     | 4 miesiące i 4 dni   | Fryderyk August III Sprawiedliwy, elektor Saksonii      | Karol II Teodor, elektor Bawarii                       |